# La última estación (documental)
La última estación es un documental chileno, dirigido por Cristián Soto y Catalina Vergara

## Sinopsis
En este documental se graban las vivencias de ancianos al interior de un asilo, donde llegan a pasar sus últimos días. En esta espera, se denomina a este lugar como "la última estación" de sus vidas, esperando la muerte.
De acuerdo al director Cristián Soto, se inspiraron en la forma en que transcurre la vida dentro de un asilo, la incomunicación de los ancianos y cómo se ve el tiempo a través de sus ojos. La grabación y edición del documental tardó cerca de 5 años.